# Phylloscopus ijimae
Phylloscopus ijimae là một loài chim trong họ Phylloscopidae.